# Mihail Lascăr
Mihail Lascăr (Târgu Jiu, 8 novembre 1889 – Bucarest, 24 luglio 1959) è stato un generale e politico rumeno, che fu insignito della Croce di Cavaliere della Croce di Ferro con fronde di quercia durante il corso della seconda guerra mondiale. Dopo la fine della guerra, tra il 29 novembre 1946 e il 5 novembre 1947, ricoprì l'incarico di Ministro della Difesa della Repubblica Popolare Romena.

## Biografia
Nacque a Târgu Jiu l’8 novembre 1889. Arruolatosi nell’esercito rumeno, a partire dal 1908 frequentò la Scuola ufficiali di Bucarest, uscendone nel 1910 con îl grado di sottotenente.
Combatte nell seconda guerra balcanica dove ottenne la promozione a tenente, e dal 1916, come capitano, partecipò alla prima guerra mondiale, promosso al grado di maggiore nel 1917. Tra il 1919 e il 1921 frequentò i corsi presso la Scuola superiore di guerra
Divenne tenente colonnello il 7 gennaio 1927, colonnello il 10 maggio 1934 e comandò il 3º Reggimento Dorobanti dal 1936 al 1937. Promosso generale di brigata il 25 ottobre 1939, il 10 gennaio 1941 fu nominato comandante della 1ª Brigata da montagna, considerata una unità militare d'elite della 3ª Armata. Il 22 giugno 1941 scattò l' Operazione Barbarossa (l'invasione dell'Unione Sovietica da parte della Germania nazista e dei suoi alleati), e al comando della 1ª Brigata di montagna entrò nella Bucovina settentrionale. Da lì, lui e la sua unità si spostarono verso est, attraversando i fiumi Dniester, Bug e Dnieper. Si distinse durante la battaglia del Mare d'Azov, e la successiva battaglia di Crimea, rimanendo al comando della brigata da montagna fino al 10 febbraio 1942. L'11 marzo dello stesso anno, assunse il comando della 6ª Divisione anch’essa appartenente alla 3ª Armata, con cui partecipò alla battaglia di Stalingrado. Promosso generale di divisione il 25 ottobre 1942, fu catturato dall’Armata Rossa il 22 novembre 1942, trascorse gli anni dal 1943 all’agosto 1944 come prigioniero di guerra in Unione Sovietica. Recluso inizialmente nel campo di prigionia di Kranogor, fu poi trasferito in successione a Suzdal', a Ivanov e infine al Campo speciale n. 48, riservato agli ufficiali generali.
Dopo che Re Michele I, aveva sostituito con un colpo di stato avvenuto il 23 agosto 1944 il capo del governo Maresciallo Ion Antonescu, e denunciato all’alleanza con i tedeschi, entrando nel campo degli alleati, aderì al comunismo. Il 12 aprile 1945 fu nominato comandante della Horia, Cloşca şi Crişan Division il cui commissario politico era l'attivista comunista Valter Roman.
Promosso generale di corpo d'armata, il 12 settembre fu nominato comandante della 4ª Armata, divenendo in seguito capo della Commissione elettorale dell'Esercito, in anticipo sulle successive elezioni generali tenutesi il 19 novembre 1946. Dopo che la coalizione guidata dal Partito Comunista Rumeno vinse le elezioni ottenne la nomina a Ministro di Difesa. Mantenne questo incarico dal 29 novembre 1946 al 27 dicembre 1947 quando, caduto in disgrazia, fu sostituito da Emil Bodnăraş. Promosso generale d'armata (23 agosto 1947), dapprima ricoprì l’incarico di viceministro della difesa, e quindi l’incarico di Ispettore generale dell'esercito rumeno fino al 12 gennaio 1950, quando fu dimesso dal servizio attivo. Si spense a Bucarest il 24 luglio 1959.
È ricordato anche perché il 7 giugno 1947, firmò il decreto che stabiliva la costituzione della squadra di calcio Asociaţia Sportivă a Armatei Bucureşti, nota ora come CSA Steaua Bucureşti.

### Annotazioni
1. ↑  In lingua rumena Şcoala Militară de Ofiţeri Activi Bucureşti.
2. ↑  In lingua rumena Şcoala Superioară de Războ.
3. ↑  Si distinse nei combattimenti nell'Istmo di Salkovo e poi nell’inseguimento delle forze sovietiche in ritirata. In quattro giorni la sua unità percorse 180 km e catturando 2.447 prigionieri, raggiungendo il Mar Nero a Sudak. Per un breve periodo l'unità condusse operazioni antipartigiane sulle montagne Yaila, fino a quando non fu trasferita nel settore di Sebastopoli nel mese di novembre. Qui conquistò la collina della Cappella insieme alla 170ª Divisione di fanteria tedesca, ottenendo l’ammirazione di Erich von Manstein, che lo citò nelle sue memorie durante il corso del secondo assalto a Sebastopoli, quando era al comando della 6ª Divisione.
4. ↑  Tale divisione era formata da ex prigionieri di guerra e da comunisti rumeni rifugiatisi in URSS prima della seconda guerra mondiale.
5. ↑  Attraverso diffuse tattiche di intimidazione e di frode elettorale.
6. ↑  Il nuovo governo comunista lo considerava troppo legato al Re e alla borghesia.